# Miles Burke
Miles J. Burke (St. Louis, 15 gennaio 1885 – St. Louis, 25 dicembre 1928) è stato un pugile statunitense.
Partecipò alle gare di pugilato dei pesi mosca ai Giochi olimpici di Saint Louis 1904, dove vinse la medaglia d'argento venendo battuto da George Finnegan.
Morì a 43 anni per alcolismo.

## Palmarès
In carriera ha conseguito i seguenti risultati:
- Giochi olimpici

St. Louis 1904: una medaglia d'argento nella categoria pesi mosca.